# Turismo a Malta
Il turismo a Malta è un'attività estremamente sviluppata, grazie alle proprietà dell'arcipelago, per le sue spiagge (anche se si contano su una sola mano, e comunque sono piccole ed affollate), il suo clima mite per tutto l'anno, il suo passato da colonia britannica (per cui la lingua inglese è compresa da tutta la popolazione locale) e non ultimo il recente ingresso nell'Unione europea che ha comportato dal 2008 l'adozione dell'euro come moneta nazionale.

## Attrazioni turistiche
Malta offre attrazioni turistiche di diverso genere.

### Arte e architetture
La Valletta, capitale dell'arcipelago, è una cittadina di 7.000 ab. che richiama i turisti principalmente per le sue architetture ed opere d'arte, grazie alle quali è stata riconosciuta dall'UNESCO patrimonio dell'umanità. La Concattedrale di San Giovanni è nota per le sue forme barocche e per le tele di Caravaggio custodite al suo interno; il Palazzo del Gran Maestro, iniziato nel 1571, è noto per le sue sale sfarzosamente addobbate di arazzi; Forte Sant'Elmo, infine, è un massiccio fortilizio in pietra anch'esso cinquecentesco, il cui profilo si rispecchia sulle acque del Porto della Valletta, il maggiore del Paese.
Nelle città principali si trovano altre chiese barocche di una qualche importanza, oltre a torri e fortilizi, come a St. Paul's Bay.
Nell'isola principale, Malta appunto, c'è un ipogeo di antichissima origine, vale a dire una necropoli sotterranea che preservava le camere sepolcrali dall'afa presente in superficie.

### Mare
Malta presenta spiagge principalmente piccole e rocciose, ma nel nord dell'isola non mancano quelle di sabbia, molto frequentate dai turisti stranieri. Il mare dell'arcipelago è inoltre noto per le attività di esplorazione subacquea e per lo snorkeling.

### Vacanze studio
Grazie al fatto che l'inglese è la lingua ufficiale insieme al maltese, l'arcipelago è meta di migliaia di studenti ogni anno che raggiungono l'isola principale per studiare nelle scuole specializzate e praticare, nel pomeriggio e alla sera, attività di vario tipo (escursioni, sport, shopping, ecc).